# Ґрунтовий покрив

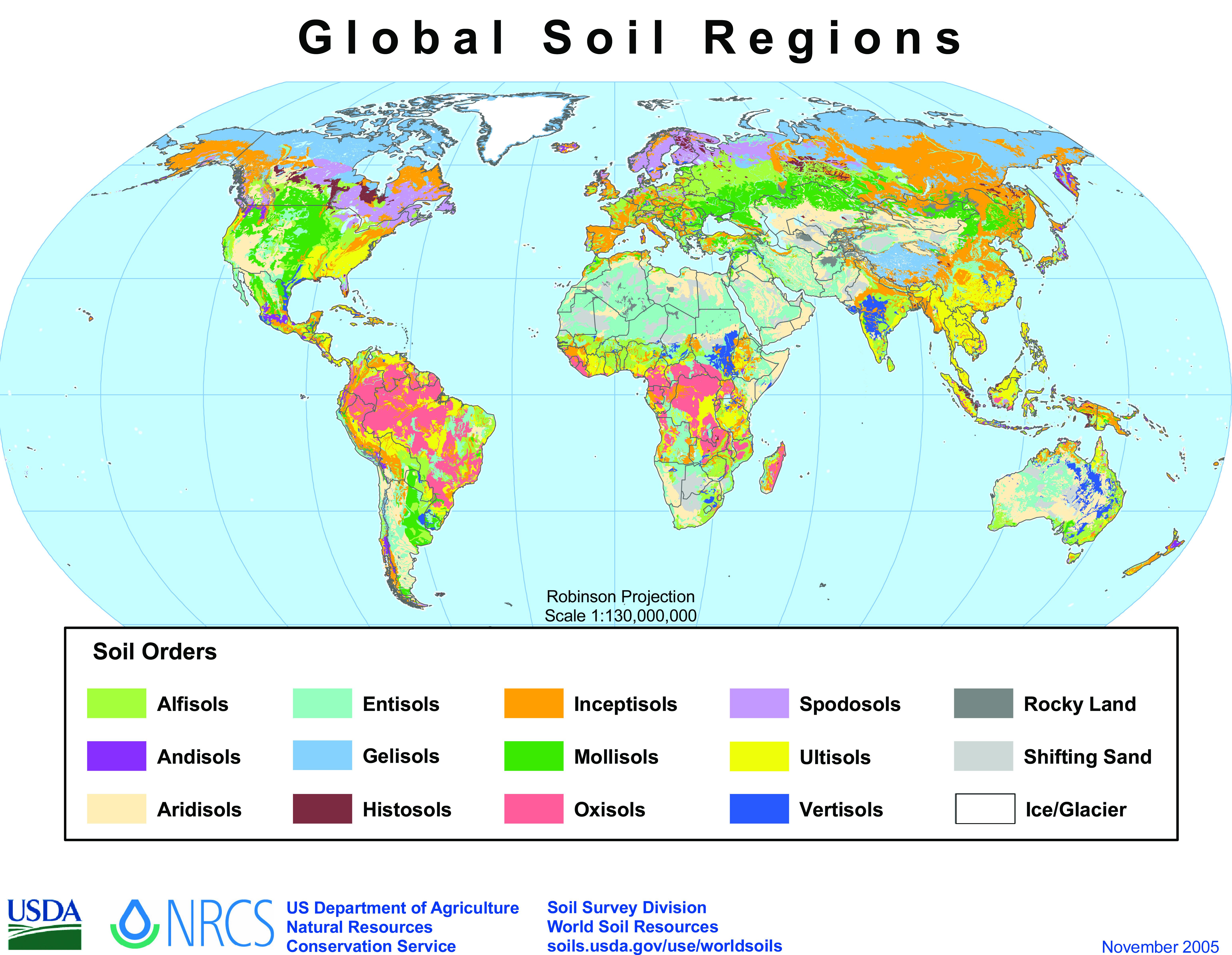
Ґрунтовий покрив світу

Ґрунтовий по́крив (педосфера) Землі — специфічне природно-історичне утворення, яке є результатом складної функціонально-еволюційної взаємодії чинників і умов природно-господарського середовища.

## Формування ґрунтового покриву
Просторово-часова диференціація чинників ґрунтотворення (клімат, рослинні і тваринні організми, ґрунтотворні породи, рельєф, господарська освоєність території) та їхня еволюція в часі зумовлюють значне різноманіття ґрунтів, складну структуру ґрунтового покриву як на глобально-планетарному, так і на регіональному й топологічному рівнях.
Загальні закономірності й особливості формування та поширення ґрунтів, структури ґрунтового покриву земної поверхні залежно від природно-географічних умов є предметом вивчення географії ґрунтів — одного із структурних розділів ґрунтознавчої науки.